# Felino
Felino là một đô thị ở tỉnh Parma ở vùng Emilia-Romagna của Italia, tọa lạc cách khoảng 90 km về phía tây của Bologna và khoảng 13 km về phía tây nam của Parma. Đến thời điểm ngày 31 tháng 12 năm 2004, đô thị này có dân số 7.573 và diện tích là 38,3 km².
Đô thịFelino bao gồm các frazioni (đơn vị trực thuộc, làng) Barbiano, Ca' Cotti, Ca' Gialla, Casale, Monticello, Parigi, Poggio, San Michele Gatti, San Michele Tiorre, Sant'Ilario Baganza, and Soragnola.
Felino tiếp giáp các đô thị sau đây: Calestano, Langhirano, Parma, Sala Baganza.